# Citrato de cálcio
O citrato de cálcio é um sal originado do ácido cítrico de fórmula molecular Ca3(C6H5O7)2. Também chamado de "sal azedo", é utilizado na preservação e condimentação dos alimentos e como suavizador de água, por possuir a propriedade de "quebrar" íons metálicos. É também encontrado em alguns suplementos alimentares.

## Propriedades químicas
Como o ácido cítrico, o citrato de cálcio tem um sabor azedo. Como outros sais, entretanto, ele também tem um sabor salgado. Por esta razão, citratos tais como os de sódio e o de cálcio são comumente chamados "sais azedos".

## Produção
Citrato de cálcio é um intermediário na produção do ácido cítrico do processo de fermentação pelo qual o ácido cítrico é obtido industrialmente. O ácido cítrico no caldo é neutralizado por hidróxido de cálcio, precipitando citrato de cálcio insolúvel. É então filtrado e separado do restante do caldo, lavado e então dá o citrato de cálcio limpo.
2 H3C6H5O7 + 3 Ca(OH)2 →  Ca3(C6H5O7)2 + 6 H2O
O citrato de cálcio assim produzido pode ser vendido diretamente, ou poderá ser convertido em ácido cítrico usando ácido sulfúrico diluído.

## Papel biológico
Suplementos de citrato de cálcio podem aumentar a toxicidade do alumínio. Pacientes com doenças renais apresentam aumento do risco de toxicidade.
Biodisponibilidade é 2.5 vezes mais alta que do carbonato de cálcio. Por esta razão, pacientes que passaram pela cirurgia em Y de Roux para perda de peso, gastroplastia restritiva, (também conhecida como derivação gastrointestinal) são usualmente instruídos a tomar citrato de cálcio como suplemento de suas dietas.

## Literatura e ligações externas
- Römpp Chemielexikon, 9. Aufl. (Herausgeber: Falbe/Regitz), S. 553
- Kurt Schreier, Hans Wolf: Untersuchungen über den Einfluß der Citronensäure auf den Calciumstoffwechsel. European Journal of Pediatrics, Vol. 67, No. 5 (1950) 526–544
- HJ Heller, LG Greer, SD Haynes, Poindexter JR, and CY Pak: Pharmacokinetic and pharmacodynamic comparison of two calcium supplements in postmenopausal women. Journal of C linical Pharmacology, Vol. 40 (2000) 1237–1244
- Davies KM, Heaney RP, Recker RR, et al: Calcium intake and body weight. Journal of Clinical Endocrinology & Metabolism, Vol. 85, No. 12 (2000) 4635–4638
- Heaney RP, Davies KM, Barger-Lux MJ: Calcium and weight: clinical studies. Journal of the American College of Nutrition, Vol. 21, No. 2 (2002) 152S–155S
- Parikh SJ, Yanovski JA: Calcium intake and adiposity. American Journal of Clinical Nutrition, Vol. 77, No. 2 (2003) 281–287
- Pereira MA, Jacobs DR, Jr., Van Horn L, Slattery ML, Kartashov AI, Ludwig DS: Dairy consumption, obesity, and the insulin resistance syndrome in young adults: the CARDIA Study. Jama, Vol. 287, No. 16 (2002) 2081–2089
- Zemel MB, Shi H, Greer B, Dirienzo D, Zemel PC: Regulation of adiposity by dietary calcium. Faseb Journal, Vol. 14 (2000) 1132–1138